# Cantó de Matignon
El cantó de Matignon (bretó Kanton Matignon) és una divisió administrativa francesa situat al departament de Costes del Nord a la regió de Bretanya.

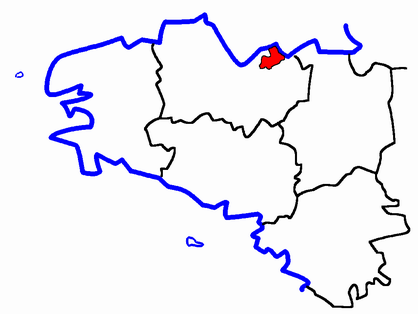
Situació del cantó

## Composició
El cantó aplega 11 comunes :
| Nom bretó            | Nom francès          | Nom gal·ló           |
| Ar Vezvid            | La Bouillie          | Labólhi              |
| Frehel               | Fréhel               | Fèrhaèu              |
| Henant-Bihan         | Hénanbihen           | Henaunt-Bihaen       |
| Henant-Sal           | Hénansal             | Henaunt-Sau          |
| Matignon             | Matignon             | Mateinyon            |
| Pleboull             | Pléboulle            | Plébóll              |
| Plevenon             | Plévenon             | ---                  |
| Ruskad               | Ruca (Bretanya)      | ---                  |
| Sant-Kast-ar-Gwildoù | Saint-Cast-le-Guildo | Saent-Cast-le-Giledo |
| Sant-Denwal          | Saint-Denoual        | ---                  |
| Sant-Postan          | Saint-Pôtan          | ---                  |

## Història
| Data d'elecció                           | Identitat          | Partit        | Qualitat |
| ---------------------------------------- | ------------------ | ------------- | -------- |
| 2004-                                    | Marie-Reine Tillon | Divers gauche |          |
| les dades anteriors no són pas conegudes |                    |               |          |
|                                          |                    |               |          |